# Isophya redtenbacheri
Isophya redtenbacheri är en insektsart som beskrevs av Adelung 1907. Isophya redtenbacheri ingår i släktet Isophya och familjen vårtbitare. Inga underarter finns listade i Catalogue of Life.